# قرار مجلس الأمن التابع للأمم المتحدة رقم 600
قرار مجلس الأمن التابع للأمم المتحدة رقم 600، المعتمد بالإجماع في 19 تشرين الأول / أكتوبر 1987، أوصى الجمعية العامة بالسماح لناورو بأن تصبح طرفًا في محكمة العدل الدولية إذا استوفت الشروط التالية؛
(أ) قبول حكم النظام الأساسي لمحكمة العدل الدولية؛
(ب) قبول جميع التزامات عضو في الأمم المتحدة بموجب المادة 94 من الميثاق؛
(ج) التعهد بالمساهمة في نفقات المحكمة كما يجب على الجمعية العامة الوصول من وقت لآخر، بعد التشاور مع حكومة جمهورية ناورو.